# Hamlin (Virgínia Ocidental)
Hamlin é uma cidade  localizada no estado norte-americano de Virgínia Ocidental, no Condado de Lincoln.

## Demografia
Segundo o censo norte-americano de 2000, a sua população era de 1119 habitantes.
Em 2006, foi estimada uma população de 1096, um decréscimo de 23 (-2.1%).

## Geografia
De acordo com o United States Census Bureau tem uma área de
1,5 km², dos quais 1,5 km² cobertos por terra e 0,0 km² cobertos por água. Hamlin localiza-se a aproximadamente 194 m acima do nível do mar.

## Localidades na vizinhança
O diagrama seguinte representa as localidades num raio de 24 km ao redor de Hamlin.